# Tayloria alpicola
Tayloria alpicola är en bladmossart som beskrevs av Brotherus 1929. Tayloria alpicola ingår i släktet trumpetmossor, och familjen Splachnaceae. Inga underarter finns listade i Catalogue of Life.